# Jan Dembowski (biolog)

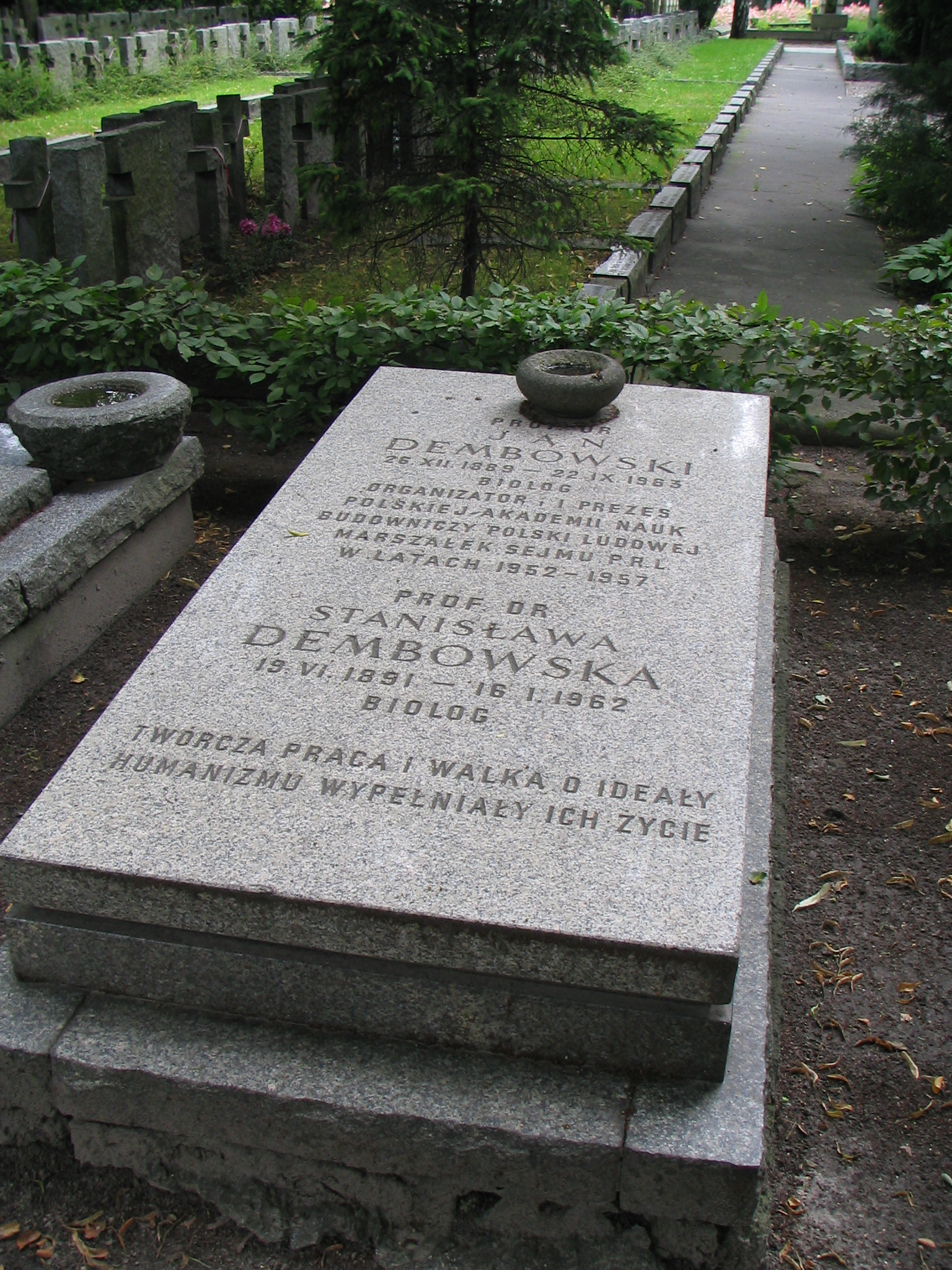
Nagrobek Jana i Stanisławy Dembowskich

Jan Bohdan Dembowski (ur. 26 grudnia 1889 w Petersburgu, zm. 22 września 1963 w Warszawie) – polski biolog, zoopsycholog, prezes Polskiej Akademii Nauk, marszałek Sejmu I kadencji, członek Ogólnopolskiego Komitetu Frontu Jedności Narodu w 1958. Budowniczy Polski Ludowej.

## Życiorys
Urodził się w Petersburgu, w polskiej rodzinie inteligenckiej jako syn Kazimierza, inżyniera technologa, i Władysławy z Mazurkiewiczów, I° voto Wyhockiej. W latach 1907–1912 studiował na Uniwersytecie Petersburskim. Po studiach pracował jako asystent Zakładu Zoologii Bezkręgowców u W. Dogiela, skąd w 1914 został wysłany na specjalizację do Wiednia, gdzie współpracował z H. L. Przibramem. Po powrocie do Warszawy, w 1918 podjął wraz z żoną pracę w Instytucie Nenckiego w Zakładzie Biologii Ogólnej, gdzie w latach 1918–1926 był starszym asystentem Romualda Minkiewicza. W 1920 uzyskał na Uniwersytecie Warszawskim doktorat u K. Janickiego, a w 1922 habilitację z zakresu zoologii. W latach 1920–1930 był profesorem Wolnej Wszechnicy Polskiej w Warszawie. W 1924–1925 pracował jako stypendysta Fundacji Rockefellera w morskich stacjach biologicznych we Francji, Stanach Zjednoczonych i we Włoszech. W okresie 1927–1934 był kierownikiem Zakładu Morfologii Doświadczalnej Instytutu Nenckiego, a także przewodniczącym Instytutu (1933–1934), jednocześnie pracował w szkolnictwie średnim, był m.in. nauczycielem w I Gimnazjum Męskim im. Sowińskiego w Warszawie. 
Był członkiem korespondentem (1933) i zwyczajnym (1948) Towarzystwa Naukowego Warszawskiego, działał też w Polskim Towarzystwie Przyrodników im. Kopernika, był redaktorem czasopisma Wszechświat (1929–1939), przewodniczącym oddziału warszawskiego tego towarzystwa (1929–1935), a następnie w Wilnie - oraz członkiem Zarządu Głównego. Z jego inicjatywy powstało Wileńskie Towarzystwo Biologiczne, któremu przewodniczył w latach 1936–1939. 
9 maja 1934 mianowany profesorem biologii ogólnej na Uniwersytecie Stefana Batorego w Wilnie, z którego w 1939 został usunięty przez okupacyjne władze litewskie. W latach 1940–1941 pracował w polskim gimnazjum jako nauczyciel biologii. Po zajęciu Wilna przez Niemców działał jako tłumacz w polskim biurze pisania podań, a następnie jako księgowy, a po wkroczeniu do Wilna w 1944 wojsk sowieckich wyjechał do Moskwy, gdzie spędził trzy lata działając w Związku Patriotów Polskich i pracując jako attaché naukowy ambasady prosowieckiego Polskiego Komitetu Wyzwolenia Narodowego. Był jednocześnie naukowym współpracownikiem Instytutu Biologii Eksperymentalnej Akademii Nauk Medycznych. 
Jesienią 1947 w Łodzi objął kierownictwo Zakładu Biologii - zostając zarazem dyrektorem Instytutu, które to funkcje pełnił do przejścia na emeryturę w 1960. Jednocześnie w latach 1947–1952 kierował Zakładem Biologii Eksperymentalnej na Uniwersytecie Łódzkim, po czym (1952–1960) był profesorem biologii na UW. Był współorganizatorem I Kongresu Nauki Polskiej (1951) Polskiej Akademii Nauk - zostając jej pierwszym prezesem (1952–1957), w latach 1952–1963 członek prezydium Polskiej Akademii Nauk.
W latach 1952–1957 pełnił mandat posła oraz był marszałkiem Sejmu I kadencji, w latach 1952–1957 zastępcą przewodniczącego Rady Państwa.
W 1949 roku był delegatem Krajowej Rady Obrońców Pokoju na Kongres Obrońców Pokoju w Paryżu. W latach 1948–1952 przewodniczący Polskiego Komitetu Obrońców Pokoju. W listopadzie 1949 został członkiem Ogólnokrajowego Komitetu Obchodu 70-lecia urodzin Józefa Stalina. W okresie 1951–1953 przewodniczący Komitetu Nagród Państwowych, w latach 1952–1956 zastępca przewodniczącego Ogólnopolskiego Komitetu Frontu Narodowego. 6 marca 1953 wszedł w skład Ogólnonarodowego Komitetu Uczczenia Pamięci Józefa Stalina. Był też członkiem jury Międzynarodowych Nagród Leninowskich. Od czerwca 1962 był członkiem Ogólnopolskiego Komitetu Pokoju.
Członek PAN ( od 1952) oraz akademii zagranicznych – Akademii Nauk ZSRR (członek honorowy), Węgierskiej Akademii Nauk, Narodowej Akademii Nauk w Nowym Jorku.
Od 1949 roku jako członek Koła Przyrodników Marksistów popularyzował łysenkizm, który był rozwinięciem jego krytyki Augusta Weismanna i Thomasa Morgana. Jako uczony zajmował się badaniami eksperymentalnymi w dziedzinie fizjologii pierwotniaków oraz psychologii (etologii) zwierząt. Wśród jego naukowych zainteresowań były także problemy genetyki, ewolucjonizmu, embriologii, regeneracji, a także metodologia nauk biologicznych. 
Od 1918 jego żoną była prof. dr Stanisława Dembowska z domu Swinarska (1891–1962), biolog.
Zmarł w Warszawie, pochowany z pełnymi honorami państwowymi w Alei Zasłużonych na cmentarzu Wojskowym na Powązkach (kwatera A26-tuje-6). W pogrzebie udział wzięli m.in. zastępca przewodniczącego Rady Państwa PRL prof. Stanisław Kulczyński, sekretarz Rady Państwa Julian Horodecki, członek Rady Państwa Roman Nowak, minister szkolnictwa wyższego Henryk Golański, wiceprezes Polskiej Akademii Nauk prof. Witold Stefański, sekretarz naukowy PAN prof. Henryk Jabłoński, zastępca przew. Komitetu Nauki i Techniki prof. Dionizy Smoleński oraz wiceprzewodniczący Ogólnopolskiego Komitetu Pokoju Jarosław Iwaszkiewicz.
Materiały archiwalne Jana Dembowskiego znajdują się w PAN Archiwum w Warszawie pod sygnaturą III-145.

## Działalność publicystyczna
Był popularyzatorem nauki oraz encyklopedystą, edytorem czterotomowej, ilustrowanej Nowoczesnej encyklopedii zdrowia wydanej w latach 1937–1939 w Warszawie .
Autor m.in.:
- Historia naturalną jednego pierwotniaka (Warszawa 1924, wyd. 5. - Warszawa 1962),
- Szkice biologiczne (Lwów 1927),
- Darwin (1936),
- Psychologia zwierząt (1946, także wydania niemieckie i rosyjskie),
- Psychologia małp (1946, wydania rosyjskie, niemieckie i włoskie),
- Okiem biologa (1968).

## Ordery i odznaczenia
- Order Budowniczych Polski Ludowej (1954)[15]
- Krzyż Komandorski z Gwiazdą Orderu Odrodzenia Polski (20 września 1951)[16]
- Krzyż Oficerski Orderu Odrodzenia Polski (18 stycznia 1946)[17][18]
- Złoty Krzyż Zasługi (19 lipca 1946)[19]
- Złota odznaka związkowa Związku Zawodowego Nauczycielstwa Polskiego (1955)[20]

## Nagrody
- Nagroda Państwowa I stopnia (1949)
- Nagroda Państwowa I stopnia za całość pracy naukowej (1955)[21]